# 찬드라 웨스트
샨드라 웨스트(Chandra West, 영어 발음: /ˈʃɑːndrə/, 1970년 12월 31일 ~ )는 캐나다의 영화배우이다.
에드먼턴에서 태어났다.

## 출연 작품
- 스파이럴 (2019년)
- 히든 문 (2012년) - 모니카 브라이튼 역
- 황무지 (2007년) - 올리 역
- 척 앤 래리 (2007년)
- 케인스 (2006년) - 리사 굿맨 역
- 긴 주말 (2005년) - 킴 역
- 화이트 노이즈 (2005년) - 애나 리버스 역
- 백만장자 프로젝트 (2002년)
- 집행자 (2002년) - 리즈 역
- The '70s (2000) - 엘리자베스 역
- 시즌 오브 러브 (1999년)
- 라이프 인 어 데이 (1999년)
- 유니버셜 솔저 2 - 그 두번째 임무 (1999년)
- 유니버셜 솔저 3 (1998년)
- 할리퀸 - 웨이팅 게임 (1998년)
- 유니버셜 솔저 2 (1997년)
- 페이스 (1996년)
- 폴링 포 유 (1995, Falling for You)
- 조종자 5 (1994년)
- 노 콘테스트 (1994년)
- 조종자 4 (1993년)
- 나이트메어의 저주 (1993년)

### 텔레비전
- CSI: 과학수사대 (2000)
- 카테고리 6 - 지구 멸망의 날 (2004, Category 6: Day of Destruction) - 리베카 컨스 역
- 90210 (2008-09)